# Daniel Kickert
Daniel Michael Kickert (Melbourne, 29 maggio 1983) è un ex cestista e allenatore di pallacanestro australiano naturalizzato olandese.

## Palmarès
- Campionato ucraino: 1

Budivelnyk Kiev: 2012-13
- Copa Príncipe de Asturias: 1

Breogán: 2008